# Arlene Davies
Alma Arlene Davies, de soltera Palsgraff y generalmente conocida como Arlene Davies (Lakewood (Ohio)– Cleveland, 3 de julio de 1964) es una aviadora estadounidense.
Estudió en la Central Radio School de Kansas City y continuó en la Universidad Western Reserve. Se interesó por la aviación cuando su marido, un próspero industrial carnicero, se compró un avión en 1931. En ese mismo año, Davies consiguió su título de piloto y seis años después fue la primera persona a la que se reconoció oficialmente la capacitación para el vuelo a ciegas.
Tuvo una larga carrera en competición. En 1934 fue la primera mujer en ganar una carrera aérea. En 1937 participó en la carrera internacional Miami-La Habana, en 1938 hizo la carrera MacFadden entre Nueva York y Miami. En 1939 la Bendix, de Los Ángeles a Nueva York, en la que fue la única mujer que acabó la prueba.
Durante la Segunda Guerra Mundial se dedicó a la formación de pilotos militares para el ejército y la armada en la navegación por instrumentos.
Se le concedió el título de Mujer del Año de la Aviación en 1952 y se la nombró miembro de la Asociación Nacional de Aeronáutica, siendo miembro de la comisión de planificación aérea de Ohio (1949) y delegada estadounidense en la Federación Aeronáutica Internacional (1954). Fue la primera mujer en obtener una licencia 4-M, con la que podía pilotar aviones e hidroaviones polimotores.